# Трифунович, Радмила
Радмила «Хитра» Трифунович-Милосавлевич (сербохорв. Радмила "Хитра" Трифуновић-Милосављевић / Radmila "Hitra" Trifunović-Milosavljević; 15 сентября 1919, Александровац — май 1943, Орешковица) — югославская сербская партизанка Народно-освободительной войны Югославии, Народный герой Югославии. Жена Йована Милосавлевича, также Народного героя Югославии.

## Биография
Родилась 15 сентября 1919 года в селе Александровац (община Жабари современной Сербии) у Пожареваца. Будучи ученицей гимназии, вступила в революционное движение. С 1938 года член Союза коммунистической молодёжи Югославии и руководитель его ячейки в гимназии, с 1939 года член Коммунистической партии Югославии. Поступила в Белградский университет на медицинский факультет. Вышла замуж за Йована Милосавлевича, также изучавшего медицину в вузе.
После оккупации Югославии Радмила бросила учёбу и вернулась в родное село, вступила в партизанское движение. Участвовала в организации партизанского движения в Мораве, с августа 1941 года член Моравского окружного комитета КПЮ. Зимой 1941—1942 годов тяжело заболела, после выздоровления вернулась в работу и стала инструктором. Весной 1943 года благодаря стараниям Радмилы было организовано партийное руководство.
В мае 1943 года в селе Орешковица Радмила отправилась на встречу с руководством партизанской роты. Дом, где была встреча, вскоре окружили солдаты Сербской государственной стражи. Завязалась перестрелка, в ходе которой Радмила была тяжело ранена, но, чтобы не попасть в руки к врагам, она покончила с собой.
В ходе войны Радмила потеряла отца и брата, её супруг Йован также погиб в августе 1941 года в Чуприи.
Посмертно 27 ноября 1953 года указом Иосипа Броза Тито Радмиле Трифунович присвоено звание Народного героя Югославии (как и её супругу Йовану Милосавлевичу).